# Laval-en-Belledonne
Laval-en-Belledonne (bis 2020 nur Laval) ist eine französische Gemeinde mit 1.009 Einwohnern (Stand: 1. Januar 2022) im Département Isère in der Region Auvergne-Rhône-Alpes (vor 2016 Rhône-Alpes). Sie gehört zum Arrondissement Grenoble und zum Kanton Le Moyen Grésivaudan. Die Einwohner nennen sich Lavalois.

## Geographie
Die Gemeinde Laval-en-Belledonne liegt etwa 17 Kilometer ostnordöstlich von Grenoble in einem Tal des Grésivaudan. Im Osten reicht das Gemeindegebiet  bis in die Alpenregion oberhalb der Baumgrenze. Der höchste Punkt in der Gemeinde ist der Gipfel des 2623 hohen Dent du Pra. Umgeben wird Laval von den Nachbargemeinden Froges im Nordwesten und Norden, Les Adrets im Norden, Le Haut-Bréda im Nordosten und Osten, Allemond im Südosten, Sainte-Agnès im Süden und Westen sowie Villard-Bonnot im Westen und Nordwesten.

## Bevölkerungsentwicklung
| Jahr                       | 1962 | 1968 | 1975 | 1982 | 1990 | 1999 | 2006 | 2013 | 2021 |
| Einwohner                  | 467  | 448  | 450  | 422  | 525  | 805  | 918  | 987  | 990  |
| Quellen: Cassini und INSEE |      |      |      |      |      |      |      |      |      |

## Sehenswürdigkeiten
- Kirche Saint-Étienne aus dem 11./12. Jahrhundert
- Kapelle Sainte-Gertrude
- Turm Montfalet
- Schloss Gordes
- Schloss La Martelière

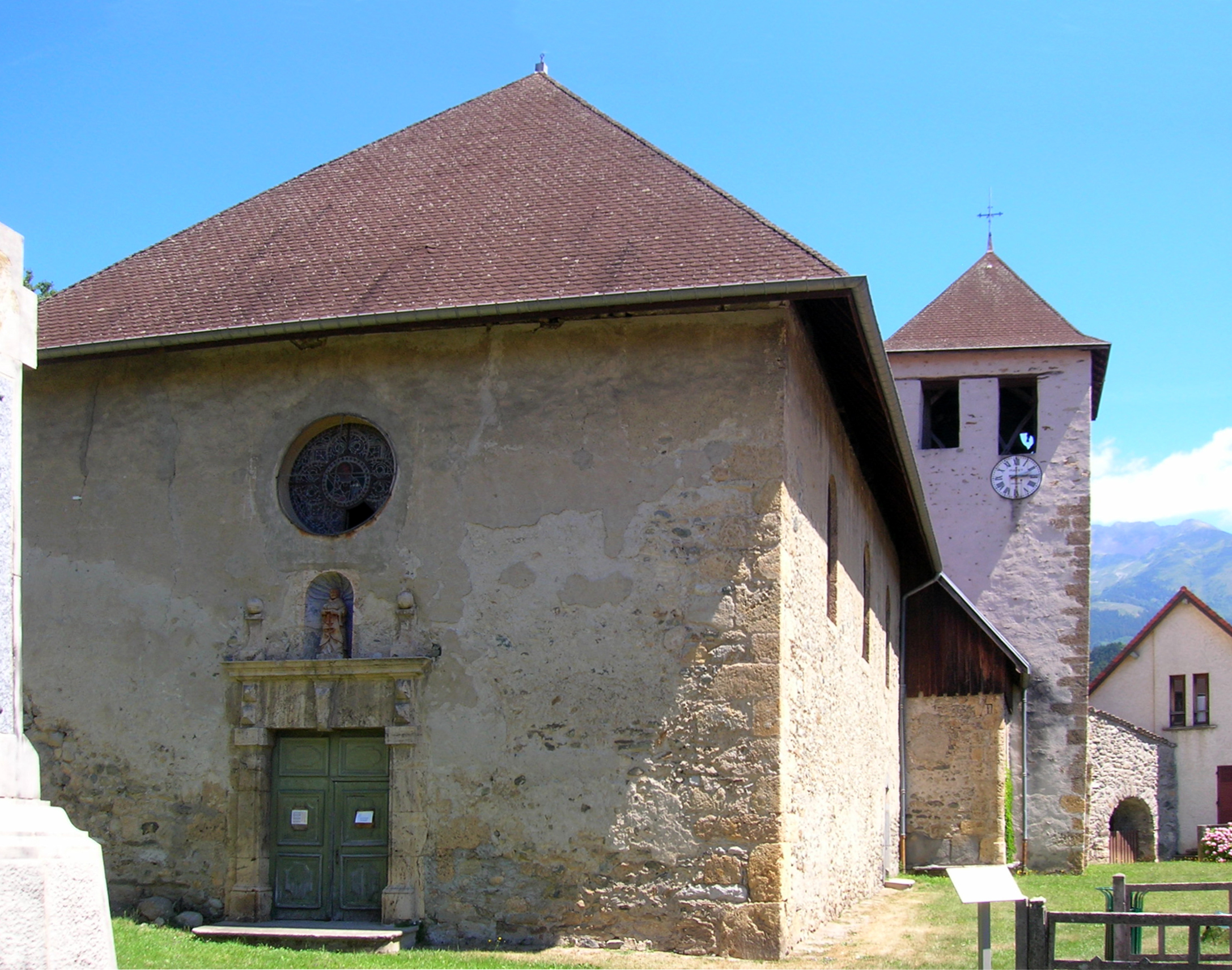
Kirche Saint-Étienne
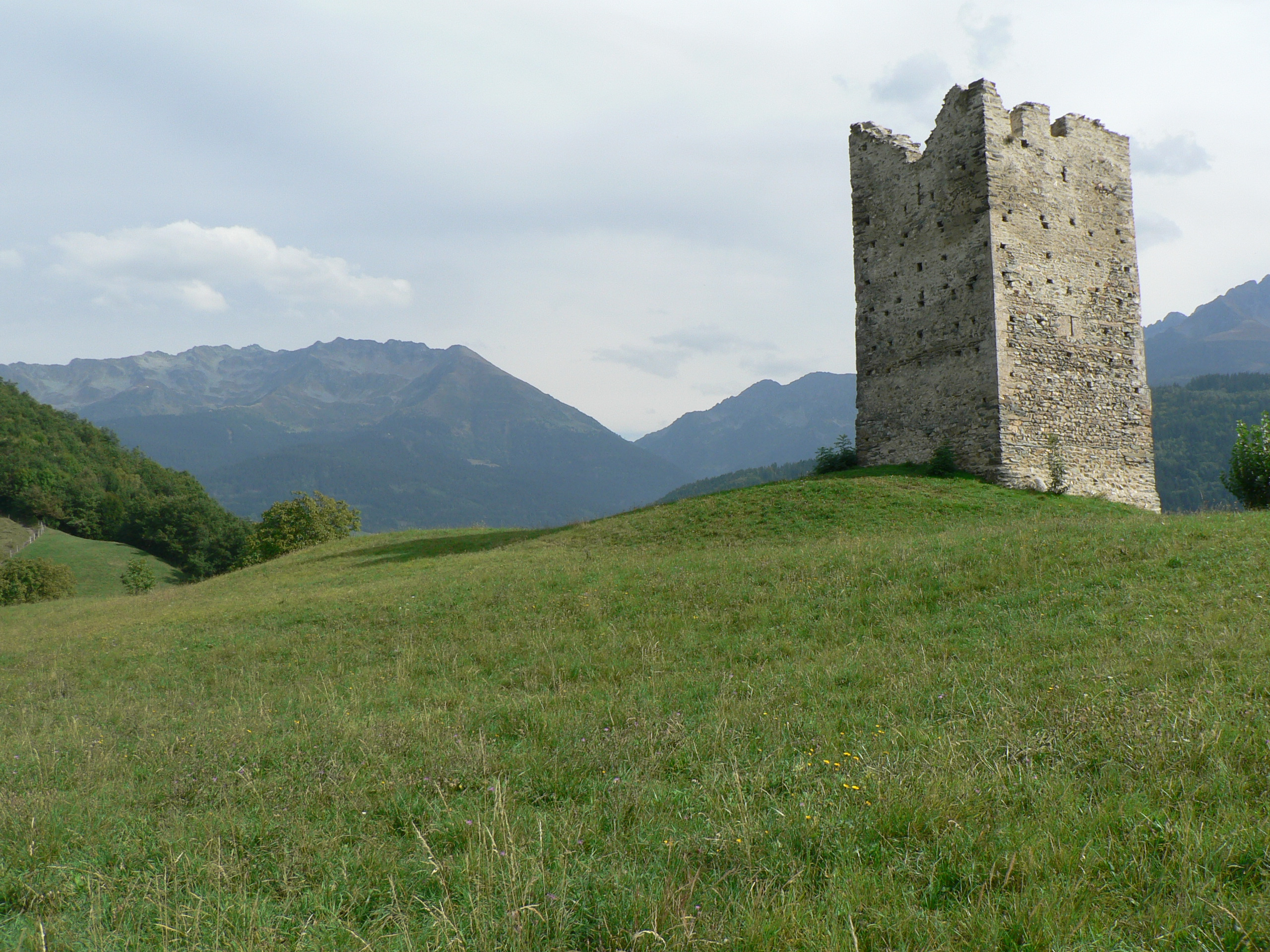
Turm Montfalet
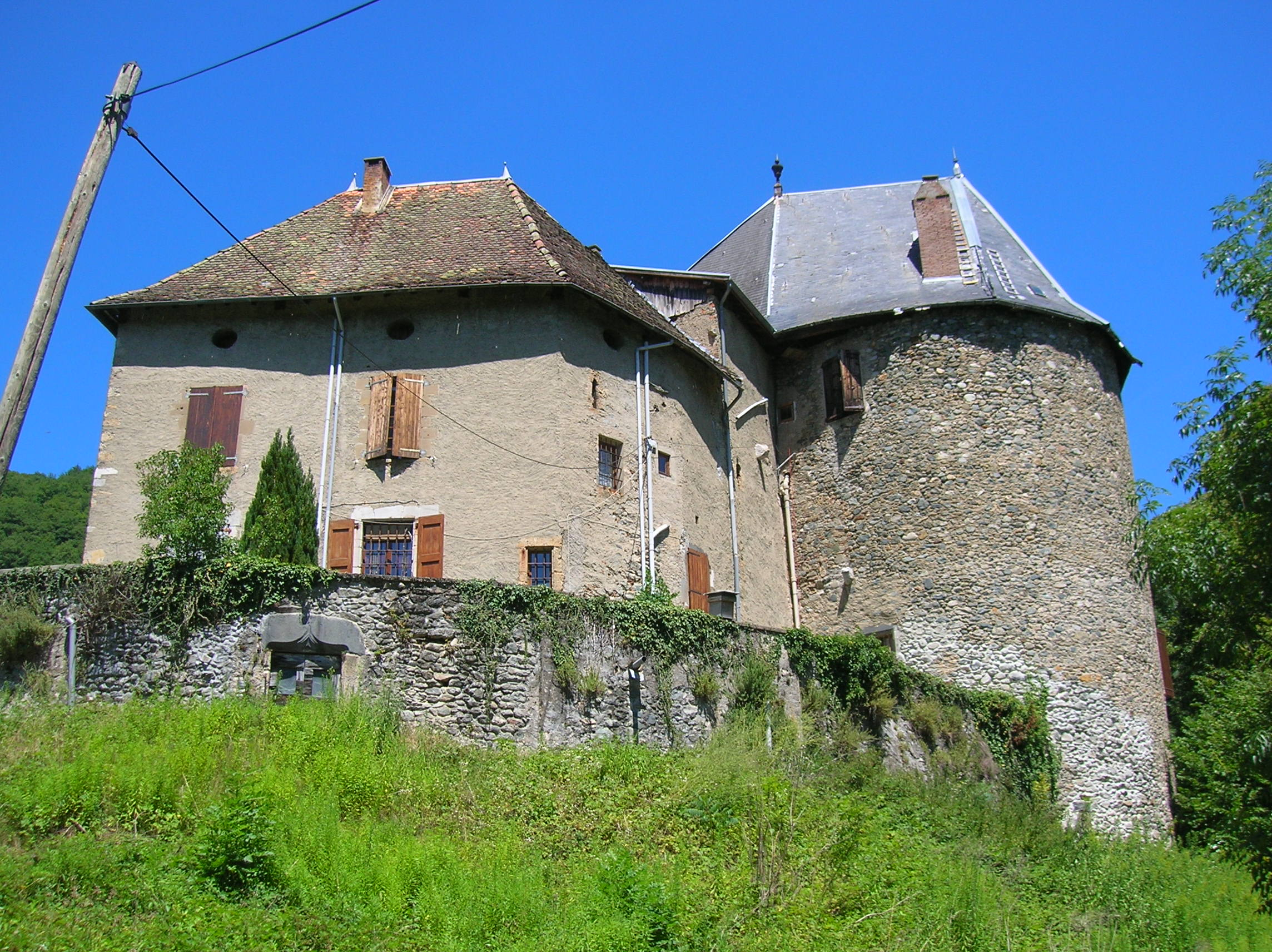
Schloss Gordes
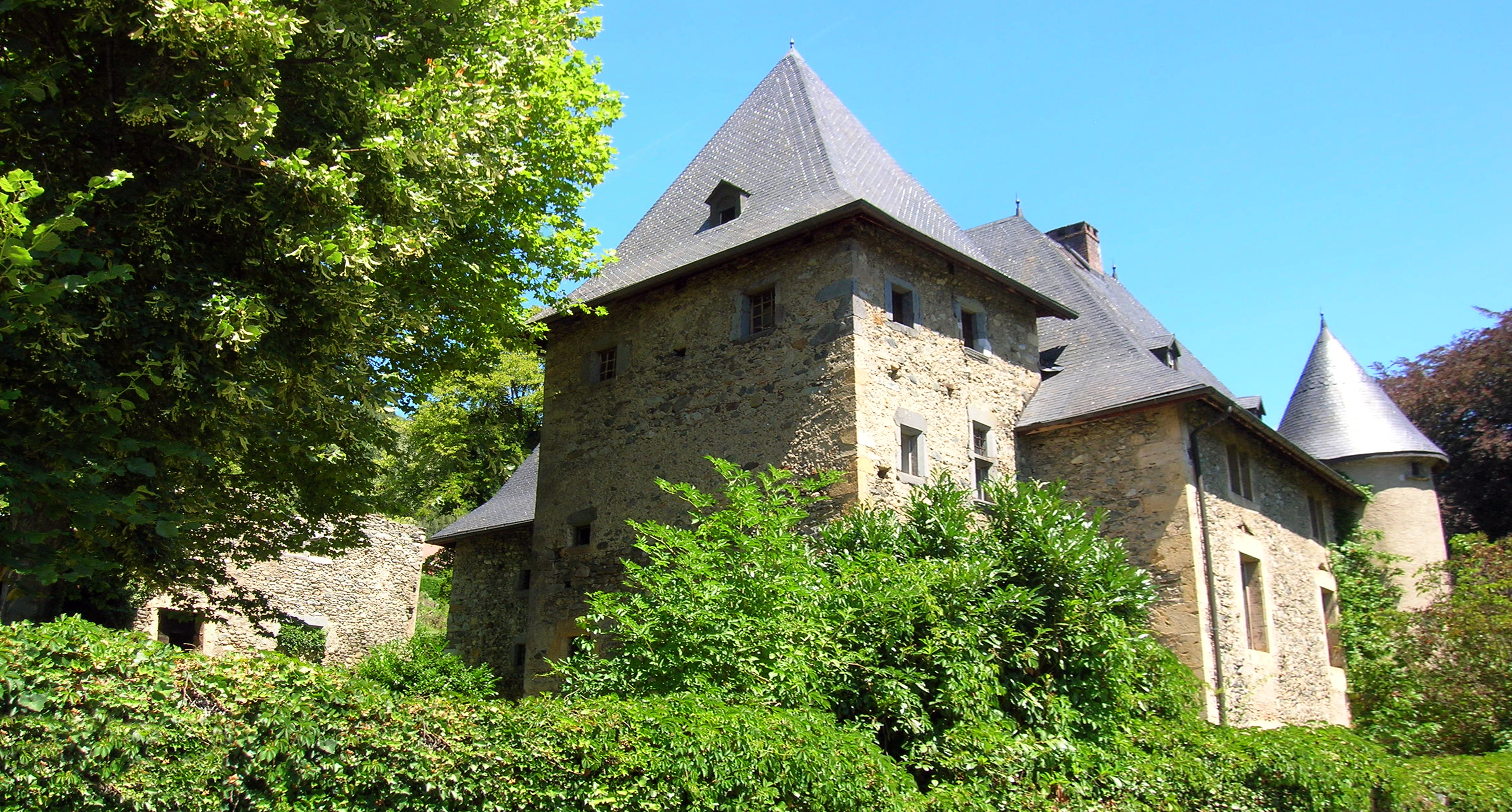
Schloss La Martelière
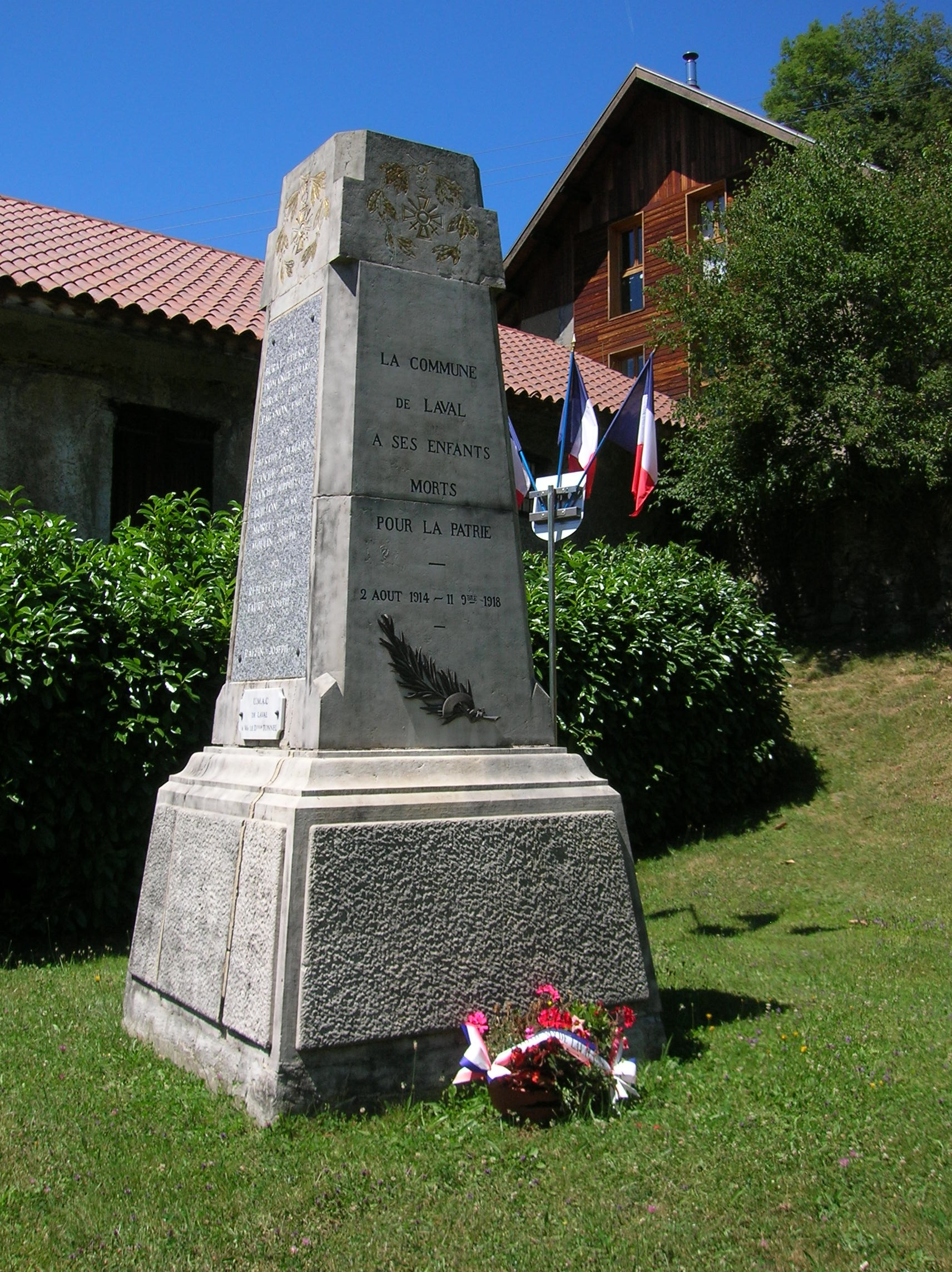
Gefallenendenkmal